# Martyna Galant
Martyna Anna Galant (ur. 26 stycznia 1995 w Słupcy) – polska lekkoatletka specjalizująca się w biegach średniodystansowych.
W 2014 została mistrzynią Polski juniorek na 800 m z czasem 2:14,19 s, a także zdobyła brązowy medal halowych mistrzostw Polski juniorek w tej samej konkurencji z czasem 2:17,01 s. Została też sportowcem roku w Gnieźnie. W 2015 została brązową medalistką młodzieżowych mistrzostw Polski na 1500 m z czasem 4:35,54 s. W 2016 została młodzieżową mistrzynią Polski na 800 i 1500 m oraz wicemistrzynią w sztafecie 4 × 400 m. W 2017 została halową mistrzynią Polski na 800 m z czasem 2:03,51 s, a także zdobyła złoty medal młodzieżowych mistrzostw Polski na 1500 m oraz brązowy na 800 m. W tym samym roku została także brązową medalistką młodzieżowych mistrzostw Europy na 1500 m z czasem 4:17,91 s, a także zajęła 4. miejsce na 1500 m na uniwersjadzie z czasem 4:20,90 s.
W latach 2009–2014 reprezentowała MKS Gniezno, a od 2015 jest reprezentantką OŚ AZS Poznań trenowaną przez Ryszarda Ostrowskiego. Była studentka Uniwersytetu Przyrodniczego w Poznaniu.
Rekordy życiowe:
- bieg na 800 metrów (stadion) – 2:01,72 s (Bydgoszcz, 6 czerwca 2023)
- bieg na 800 metrów (hala) – 2:03,47 s (Toruń, 10 lutego 2017)
- bieg na 1500 metrów – 4:04,11 s (Ostrawa, 27 czerwca 2023)

## Osiągnięcia
| Rok  | Impreza                                 | Miejsce   | Konkurencja    | Lokata     | Wynik   |
| ---- | --------------------------------------- | --------- | -------------- | ---------- | ------- |
| 2017 | Młodzieżowe mistrzostwa Europy          | Bydgoszcz | bieg na 1500 m | 3. miejsce | 4:17,91 |
| 2017 | Uniwersjada                             | Tajpej    | bieg na 1500 m | 4. miejsce | 4:20,90 |
| 2017 | DécaNation                              | Angers    | bieg na 2000 m | 2. miejsce | 5:50,54 |
| 2021 | Halowe mistrzostwa Europy               | Toruń     | bieg na 1500 m | eliminacje | 4:12,08 |
| 2021 | Igrzyska olimpijskie                    | Tokio     | bieg na 1500 m | półfinał   | 4:06,01 |
| 2023 | I dywizja drużynowych mistrzostw Europy | Chorzów   | bieg na 1500 m | 2. miejsce | 4:11,78 |
| 2024 | Halowe mistrzostwa świata               | Glasgow   | bieg na 1500 m | eliminacje | 4:15,57 |